# آن لونش
آن لونش (بالإنجليزية: Anne Lynch)‏ هي فنانة أسترالية، ولدت في 1956 في ملبورن في أستراليا.